# سبزقبای حبشی
سبزقبای حبشی (نام علمی: Coracias abyssinicus) نام یک گونه از سرده سبزقباهای رنگین است.